# Clan Donald
Clan Donald, también conocido como Clan MacDonald (en gaélico escocés: Clann Dòmhnaill:   [ˈkʰl̪ˠãũn̪ˠ ˈt̪õː.ɪʎ]), es un clan escocés de las Highland y uno de los mayores clanes escoceses. El Lord Lyon King of Arms que es el oficial escocés con responsabilidad para regular la heráldica del país, concediendo nuevos escudos de armas, y sirviendo como el juez de la Corte del Lord Lyon, reconoce bajo ley escocesa al Gran Jefe dej Clan Donald. Históricamente los jefes del Clan Donald llevan también el título de Señores de las Islas hasta 1493 y dos de ellos fueron también conde de Ross hasta 1476.
Hay también ramas numerosas del Clan Donald y varios de sus jefes han sido reconocidos por el Lord Lyon; estos son: Clan Macdonald de Sleat, Clan Macdonald de Clanranald, Clan MacDonell de Glengarry, Clan MacDonald de Keppoch, y Clan MacAlister. hay también ramas históricas notables del Clan Donald sin jefes tan reconocidos, estos son: el Clan MacDonald de Dunnyveg, Clan MacDonald de Lochalsh, los MacDonald de Glencoe, y los MacDonald de Ardnamurchan. Los MacDonnells de Antrim son una rama de cadete de los MacDonald de Dunnyveg pero no pertenecen a las asociaciones escocesas y tienen un jefe oficialmente reconocido en Irlanda.

## Historia

### Orígenes
El clan nórdico-gaélico Donald traza su descendencia desde Dòmhnall Mac Raghnuill (d. circa 1250), cuyo padre Reginald o Ranald era llamado "Rey de las Islas" y "Lord de Argyll y Kintyre". El padre de Ranald, Somerled recibía el nombre de "Rey de las Hébridas", y murió luchando contra Malcolm IV de Escocia en la Batalla de Renfrew en 1164. Clan Donald comparte antepasados con Clan MacDougall, que desciende del hijo mayor de Somerled, Dugall mac Somhairle. Generalmente se denomina a estas dinastías de forma conjunta como Clann Somhairle. Además, ambas descienden por línea materna de la Casa de Godred Crovan y los Condes de Orkney, a través de la esposa de Somerled, Ragnhildis Ólafsdóttir, hija de Olaf I Godredsson, Rey de Mann y las Islas e Ingeborg Haakonsdottir hija de Haakon Paulsson, conde de Orkney. Es incierto si el Clann Somhairle desciende de alguna manera de la Casa de Ivar.
La tradición otorga a Somerled una ascendencia gaélica en línea masculina, ya que los seanchaidhean (historiadores gaélicos) trazan su linaje a través de una larga línea de antepasados hasta los Reyes Supremos de Irlanda, concretamente a Colla Uais y Conn de las Cien Batallas. Por ello Clan Donald reclama ser tanto Clann Cholla con Siol Chuinn (Niños de Colla y Semilla de Conn). Posiblemente el poema más antiguo atribuido a los MacDonald es un brosnachadh (una incitación a la batalla) que se cree fue escrita en 1411, en el día de la Batalla de Harlaw. Las primeras líneas del poema empiezan "Un Chlanna Cuinn cuimhnichibh / Cruas un àm na h-iorghaile," (Vosotros niños de Conn recordad la dureza en el tiempo de batalla). Un poema posterior hace a John de Islay (1434–1503), último MacDonald Señores de las Islas, proclamar "Ceannas Ghàidheal  Chlainn Cholla, còir fhògradh," (El Headship del Gael a la familia de Colla,  es correcto de proclamar él), dando la genealogía de MacDonald atrás a Colla Uais.
De todas formas, un reciente estudio de ADN ha mostrado que Somerled era de ascendencia nórdica por línea masculina. Pruebas en el cromosoma Y de varones con apellidos MacDonald, MacDougall, MacAlister, y sus variantes detectaron que una proporción significativa de los sujetos compartían el mismo Y-ADN y un antepasado paternal directo. Este haplogrupo del cromosoma Y encontrado en Escocia se ha considerado como indicio de ascendencia nórdica en Gran Bretaña e Irlanda.

### Guerra Escoto-noruega
En 1263 Alejandro III de Escocia derrotó a Haakon IV de Noruega en la Batalla de Largs. El jefe del clan Donald, Aonghas Mor y su clan eran técnicamente vasallos de Haakon, así que el rey de Escocia se convertía en su nuevo señor tras la firma del Tratado de Perth.

### Guerras de Independencia escocesa
El hijo de Aongus Mor fue Aonghus Óg de Islay que luchó en el bando de Robert Bruce en Bannockburn en 1314. En reconocimiento por su ayuda, Robert proclamó que el que Clan Donald ocuparía siempre la posición de honor en el ala derecha del ejército escocés.

### SiglosXVyXVI

#### Sucesión al condado de Ross
El título y territorio del conde de Ross originalmente habían correspondido al Jefe de Clan Ross pero habían pasado a través de una heredera a la familia Leslie o Lesley a comienzos del siglo XV. Sin embargo, el nieto de Angus Og, Donald de Islay, Señor de las Islas se casó con Mariota, Condesa de Ross (Margaret Lesley) heredera de los Leslie Condes de Ross y reclamó el título de conde de Ross por matrimonio. En 1411, Donald aseguró Dingwall Castle, sede principal del condado de Ross, tras derrotar al poderoso Clan Mackay, seguidores de la confederación Stewart en la Batalla de Dingwall. Esto llevó a la Batalla de Harlaw el 24 de julio de 1411 entre las fuerzas de Donald de Islay y las del duque de Albany. El resultado fue inconclusiv y Donald se retiró a las Highlands Occidentales. Posteriormente, Albany recuperó Dingwall y se hizo con el control de Easter Ross. En 1415, Murdoch Stewart, duque de Albany estaba en posesión de Ross. Donald se preparó para ka guerra y se proclamó "Señor de Ross". Sin embargo, el duque de Albany nombró a su hijo John Stewart, conde de Buchan como nuevo conde de Ross.
En 1429 tuvo lugar la Batalla de Lochaber que enfrentó a Alexander de Islay, III Señor de las Islas contra el ejército realista de Jacobo I de Escocia. Dos años más tarde se produjo la Batalla de Inverlochy (1431); como Alexander de Islay, Señor de las Islas había sido encarcelado por Jacobo, el Clan MacDonald estaba dirigido por su sobrino, Donald Balloch MacDonald, que derrotó a Alexander Stewart conde de Mar. Los ejércitos de los MacDonald de las Islas eran los únicos capaces de derrotar a la Corona en la época. La Batalla de Inverlochy en 1431 es un ejemplo de esto y la Batalla de Lagabraad en Ross en 1480 es otro.
Más tarde en el siglo XV los jefes de MacDonald alcanzarían el título de Condes de Ross: en primer lugar Alexander de Islay, conde de Ross, hijo de Donald de Islay y Mariota, Condesa de Ross, asumió el condado por concesión  de septiembre de 1437, tras el asesinato de Jacobo I en febrero del mismo año. Después su hijo John de Islay, conde de Ross que entregó el condado al rey en 1475.

#### Suspensión del condado de Ross y del Señorío de las Islas
En 1475, Jacobo III de Escocia suspendió el condado de Ross, y a pesar de que el Señorío de las Islas no fue suspendido hasta 1493, 1475 marca el fin del poder de Islay. A esto siguió lo que los Libros de Clanranald describen como una "gran lucha por el poder entre los Gael". Varios líderes, como Aonghas Óg que era el cuarto hijo ilegítimo del Señor del Isles, y su hijo, Domhnall Dubh, y también Alexander MacDonald de Lochalsh y John Mor MacDonald de Dunyvaig intentaron restaurar la hegemonía MacDonald en el oeste. La Batalla de Bloody Bay tuvo lugar en 1480 y en ella John MacDonald de Islay, Señor de las Islea y jefe del Clan Donald fue derrotado por su hijo Aonghas Óg. La Batalla de Skibo y Strathfleet tuvo lugar en 1480 donde John MacDonald de Islay invadió Sutherland pero fue derrotado por el conde de Sutherland y el Clan Sutherland. El hijo de Aonghas Óg, Domhnall Dubh se rebeló contra Jacobo IV y se alió con Eduardo VI de Inglaterra en un intento de recuperar el Señorío de las Islas y a pesar de las numerosas tentativas llevadas a cabo, en 1545 todos los intentos habían fracasado. Los ganadores últimos fueron los hombres fuertes de la Corona en el norte y el oeste: Alexander Gordon, conde de Huntly (jefe del Clan Gordon), Archibald Campbell, conde de Argyll (jefe del Clan Campbell) y John MacIain de Ardnamurchan. Las diferentes ramas del Clan Donald empezaron aceptar cartas por separado de la Corona en reconocimiento de sus respectivas posesiones. Esto formaba parte de la política real de favorecer la división del Clan Donald para fortalecer el poder central.

### SigloXVII; Guerra Civil y levantamiento jacobita de 1689–1692

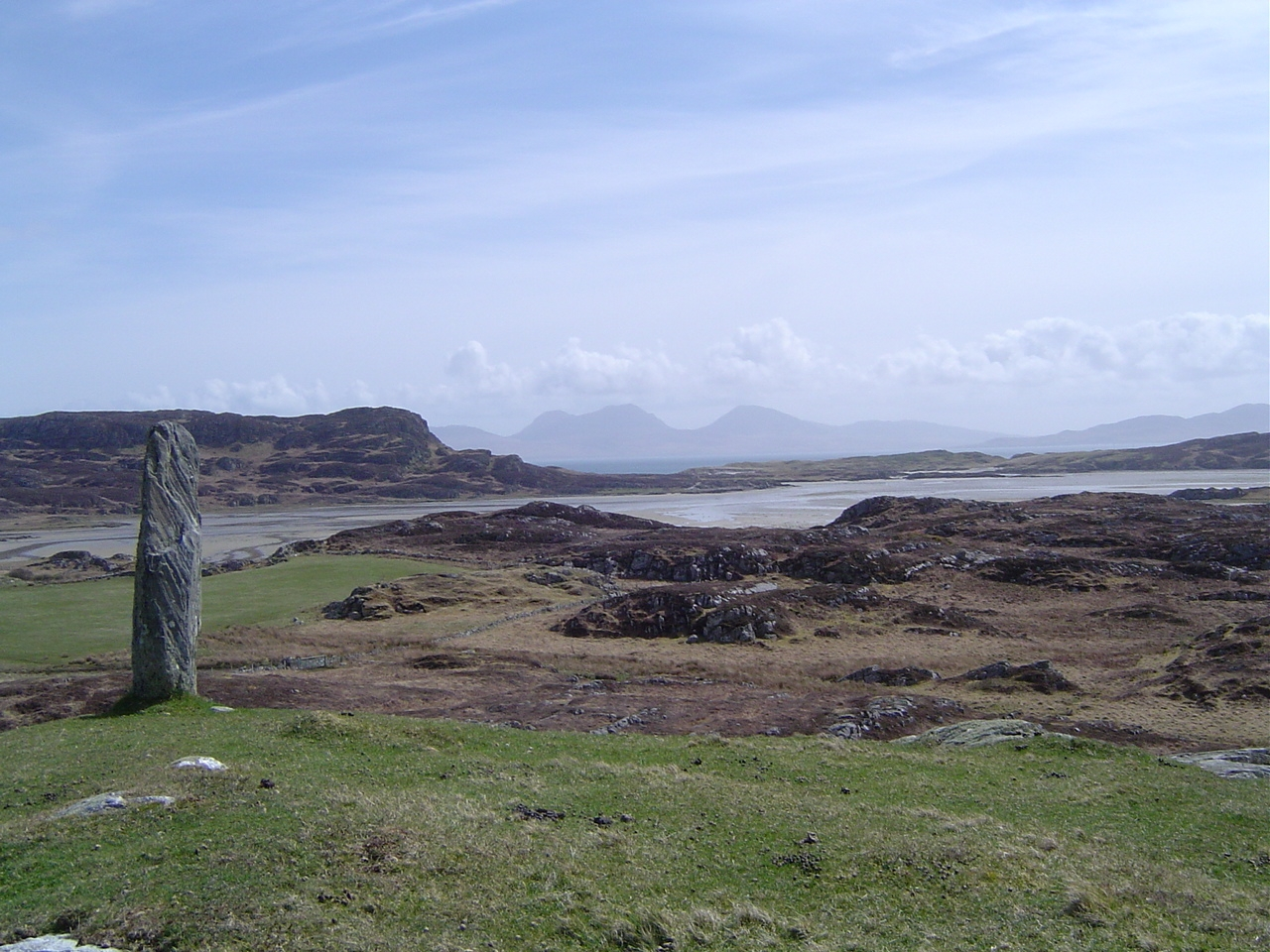
Colonsay, Hébridas Exteriores; la pérdida del Señorío de las Islas fracturó la unidad de los MacDonald.

La pérdida del Señorío de las Islas fracturó la sociedad de las Highland y de los MacDonald en particular, que pudieron conservar territorios a ambos lados del Mar de Irlanda, en lugar de un bloque unificado. Sus intentos de restablecer el control desestabilizaron  Escocia Occidental por generaciones; la acusación de 'matanza bajo confianza' utilizado después de la Masacre de Glencoe en 1692 fue introducido en 1587 para reducir la guerra endémica. Los adversarios ahora tenían que recurrir a la Corona para resolver las disputas y el término se utilizó para designar los asesinatos cometidos a 'sangre fría', por ejemplo, después de haber acordado la rendición o haber aceptado hospitalidad. El primer uso registrado fue en 1588 por Lachlan Maclean, cuyas objeciones a su nuevo padrastro nuevo, John MacDonald, provocaron el asesinato de 18 miembros de la familia MacDonald en un banquete nupcial.
En 1568, la reforma escocesa estableció una iglesia nacional que era Presbiteriana en estructura y Calvinista en su doctrina; en 1640, menos del 2% de los escoceses eran católicos, y estaban concentrados en lugares como South Uist, controlados por Clanranald pero a pesar de su carácter minoritario, el miedo al anticatolicismo se extendió. Esto excluyó a los MacDonald de poder y les dividió en facciones presbiterianas y católicas, lo que tendría consecuencias fatales para los Glencoe MacDonald en 1692. 

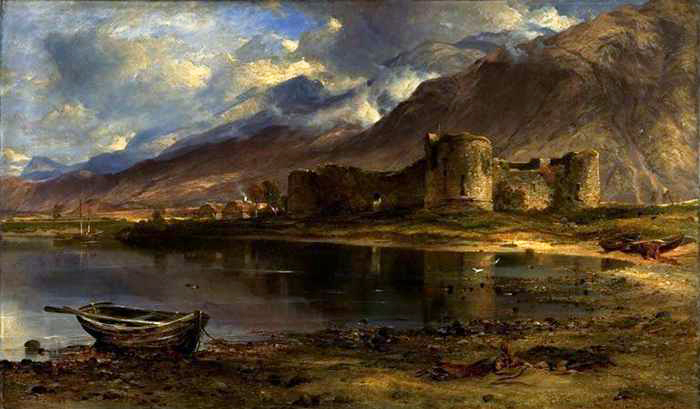
Inverlochy Castillo; un Campbell-el ejército dominado acampó aquí antes de su destrucción el 2 de febrero de 1645 por un en gran parte MacDonald fuerza

Entre 1638-1651, las Guerras de los Tres Reinos causaron enormes enfrentamientos y daños en las islas británicas; en 1641, el gobierno Covenanter escocés, envió una fuerza expedicionaria el gobierno que envía un expedicionaria fuerza que para unirse a la Rebelión irlandesa. Se cometieron atrocidades por ambos bandos, exacerbados por animosidades que venían ya de antiguo; en 1642 en Rathlin Island, soldados del Clan Campbell reclutados por Sir Duncan Campbell arrojó a grupos de mujeres MacDonnell por los acantilados.
Escocia se mantuvo inicialmente neutral en la primera guerra civil inglesa pero acabó entrando en 1643; las alianzas sólo tomaban sentido si comprendemos que en Escocia, tanto realistas como Covenanters aceptaban que la institución de la monarquía tenía origen divino, pero discrepaban en la naturaleza y extensión de la autoridad real frente a la eclesiástica. Esto hace complicado etiquetar a los clanes como totalmente 'Realistas,' 'católicos' o posteriormente 'jacobitas.' 
En 1644, Alasdair Mac Colla desembarcó en Escocia con 1500 tropas irlandesas para unirse a los realistas escoceses; Alasdair pertenecía al Clan Donald de Dunnyveg, que históricamente poseía tierras en las islas escocesas occidentales y noreste de Irlanda. Se unieron a Montrose y jugaron un papel crucial en la campaña de 1644-1645 campaña, que fue muy exitosa, dejando a Montrose como dueño de Escocia tras la Batalla de Inverlochy (1645). 
Inverlochy y toda la campaña de Montrose se presenta habitualmente como una guerra de clanes entre Campbell y MacDonald; aunque esto pueda ser parcialmente cierto, otros muchos actores intervinieron en ella. Su persistencia en folclore gaélico se debe en parte a una utilización política deliberada, ya que Montrose utilizó esto como medio de reclutamiento. Finalmente la campaña concluyó en fracaso, ya que el objetivo de Mac Colla era recuperar territorios en las Tierras Altas Occidentales, y el de Montrose alcanzar el sur para apoyar a Carlos.
La Masacre de Glencoe tuvo lugar en 1692, cuando 38 MacDonald desarmados del Clan MacDonald de Glencoe fueron asesinados cuando una iniciativa para suprimir el Jacobismo fue aprovechada para atacar a los MacDonald y MacIain que era el jefe de los MacDonald de Glencoe, se retrasó en firmar un juramento de lealtad a Guillermo III de Inglaterra. El acontecimiento inspiró en parte para el episodio "La Boda Roja" de la serie de libros y televisión Juego de Tronos.

### SigloXVIIIy Jacobita risings

#### Rebelión Jacobita de 1745

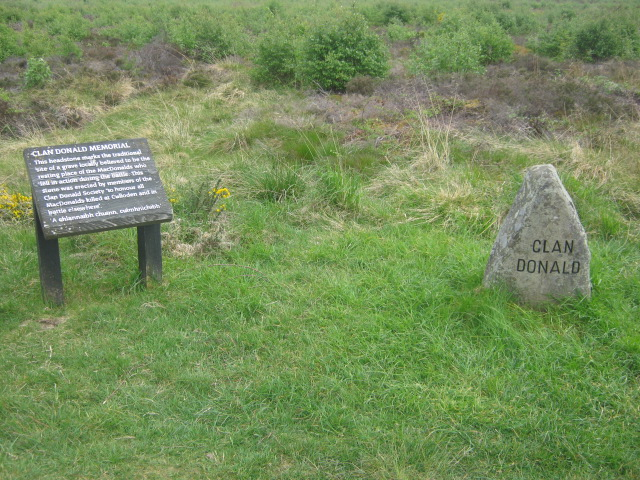
Mojón funerario del Clan Donald en el lugar de la Batalla de Culloden

Durante la rebelión Jacobita de 1745 el Clan MacDonell de Glengarry junto con el Clan MacDonald de Keppoch y los MacDonald de Glencoe lucharon como jacobitas en la Batalla de Prestonpans el 21 de septiembre de 1745.
El Clan MacDonald de Clan Ranald, junto con el Clan MacDonald de Glengarry, y Clan MacDonald de Keppoch, lucharon como jacobitas en la Batalla de Falkirk Muir el 17 de enero de 1746
El Clan MacDonald de Glencoe, Clan MacDonald de Clanranald, y Clan MacDonell de Glengarry, lucharon como jacobitas en Culloden en abril de 1746, como hicieron el Clan MacDonald de Keppoch cuyo jefe, Alexander MacDonald de Keppoch, fue asesinado.
El Clan MacDonald de Sleat había luchado con los jacobitas en la rebelión de 1715, pero formaron dos batallones para luchar por el gobierno británico durante la rebelión de 1745, por lo que las posesiones de Sleat quedaron intactas. Aun así, según Un y Un MacDonald estos dos compañías eran más de un hindrance que ayuda al Gobierno cuando  estuvieron hechos de agentes y hombres quién era en compasión entera con el Príncipe Jacobita Charles Edward Stuart.

## Jefe
En 1947, el Lord Lyon concedió la brisura de Macdonald a Alexander Godfrey Macdonald, VII Lord Macdonald, convirtiéndole en primer Jefe Supremo del Clan Donald. Después de su muerte en 1970, fue sucedido por su hijo Godfrey James Macdonald de Macdonald, VIII Lord Macdonald, actual jefe del clan. En 1972, las propiedades de Macdonald fueron vendidas fuera para pagar deudas mortuarias.

### Jefes históricos
La siguiente es una lista de algunos de los antiguos jefes de Clan Donald.
| Nombre                                 | Muerto           | Notas |
| -------------------------------------- | ---------------- | --- |
| Dòmhnall Dubh                          | 1545             | Se rebeló contra el rey de Escocia pero se alió con el rey de Inglaterra. |
| Aonghas Òg                             | 1490             | Hijo 'Bastardo' de John de Islay. Último MacDonald Señor de las Islas. |
| John de Islay, conde de Ross           | 1503             | Luchó en la Batalla de Bloody Bay contra su hijo. |
| Alexander de Islay, conde de Ross      | 1449             | Su segundo hijo fue Celestino de Lochalsh, primero de la rama de los Macdonald de Lochalsh y su tercer hijo fue Hugh de Sleat, primero de la rama de los Macdonalds de Sleat. |
| Dòmhnall de Islay, Señor de las Islas  | 1422/3           | Luchó en la Batalla de Harlaw. |
| John de Islay, Señor de las Islas      | 1380             | John se casó primero con Amy de Garmoran, heredera de Clann Ruaidhrí y su primogénito fue Ranald MacDonald (fundador de Clanranald). John se casó después con Margaret Stewart, hija de Roberto II de Escocia. Los descendientes sénior del segundo matrimonio de John le sucedería cono Señores de las Islas. El segundo hijo de su segundo matrimonio ufe John Mòr, fundador de los MacDonells de Antrim y su tercer hijo fue Alastair Carroch de Keppoch, fundador de los Macdonald de Keppoch. |
| Aonghus Óg de Islay                    | 1314×1318/c.1330 | Luchó en la Batalla de Bannockburn. Su segundo hijo fue Ian Fraoch de Glencoe, fundador de los Macdonald de Glencoe. |
| Domhnall De Islay                      | ×1318?           | Su filiación es incierta. Parece haber sido un contendiente por la jefatura, y puede haber actuado tan jefe. Pudo haber sido el jefe MacDonald muerto en Faughart en 1318. |
| Alexander Og MacDonald, Señor de Islay | 1299?            | Muerto en batalla por los MacDougalls. La sucesión en las décadas siguientes a su muerte es incierta. |
| Aonghas Mór (Angus Mor MacDonald)      | c. 1293          | Fue sucedido por su primogénito, Alexander Og. Fue también padre de Aonghus Óg de Islay y John Sprangach de Ardnamurchan, fundador de los Macdonalds de Ardnamurchan . |
| Dòmhnall Mac Raghnuill (Donald)        |                  | De quien el Clan Donald toma su nombre. |

## Castillos

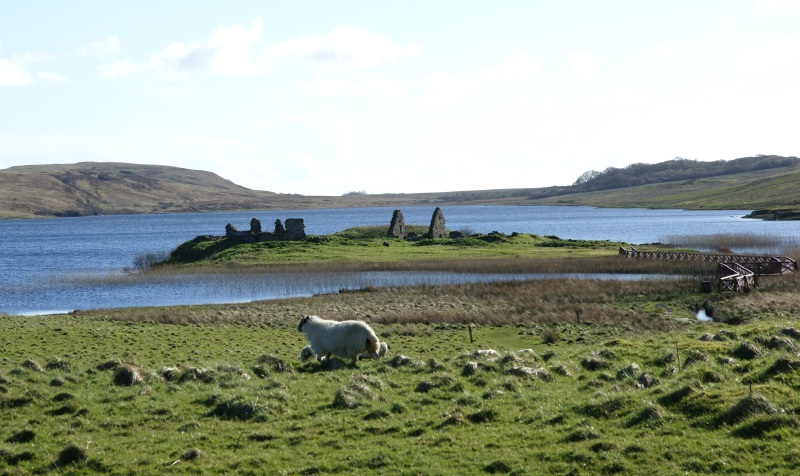
Ruinas de Finlaggan Castle, asiento histórico de los Señores de las Islas que fueron jefes de Clan Donald

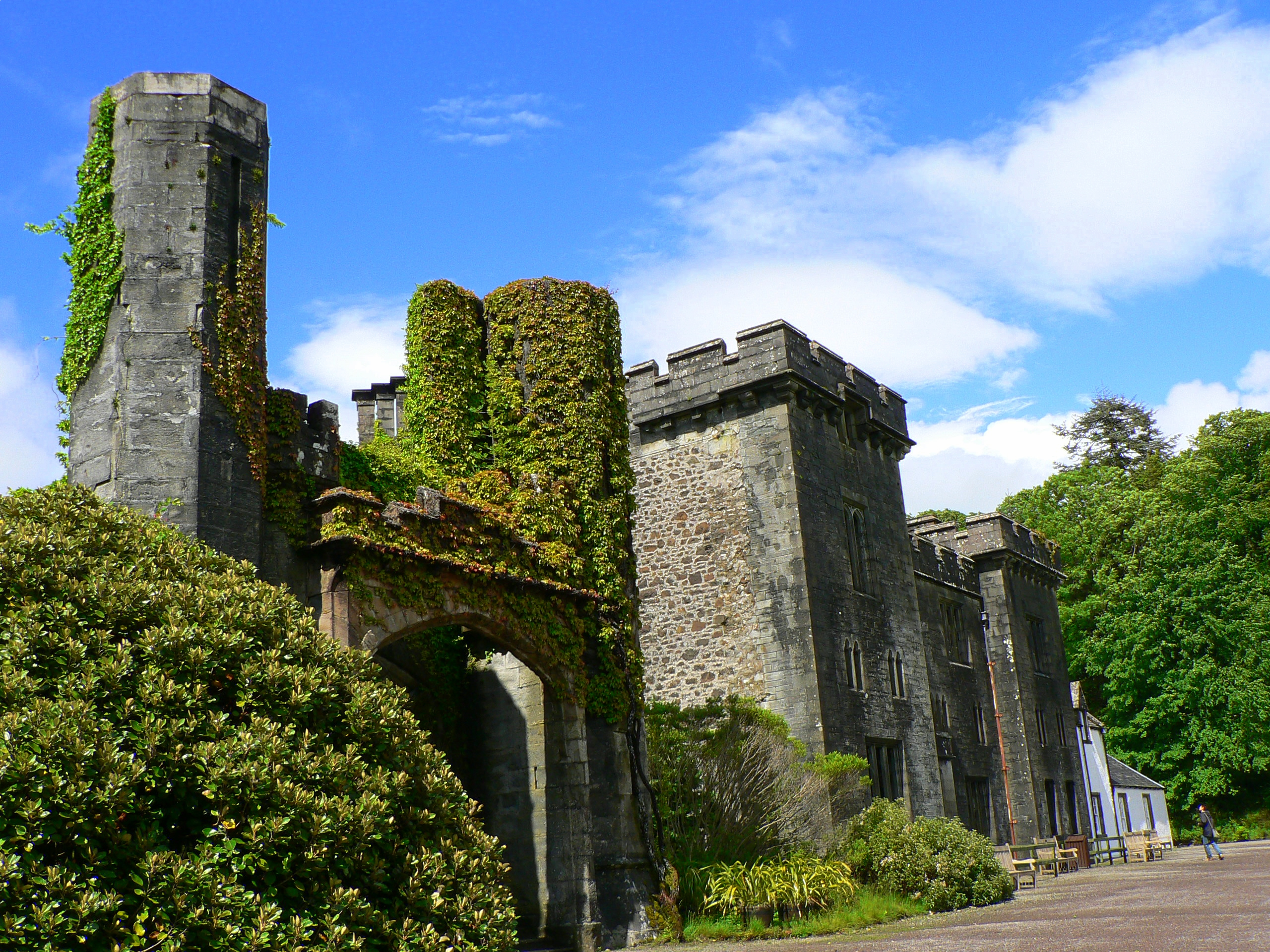
Armadale Castle en la Isle de Skye que acoge el Centro del Clan Donald del Clan y el Museo de las Islas

A lo largo de los siglos, el clan Mac Donald ha poseído los siguientes castillos:

### Castillos del clan Donald
- Finlaggan Castle, ubicado en Loch Finlaggan, enIslay. Fue la sede del jefe de Clan Donald, Señor de las Islas.[41][42]
- Armadale Castle en la Isla de Skye se comenzó a edificar en 1815 y hoy alberga el Centro del clan Donald y el Museo de las Islas que están abiertos al público.
- Knock Castle (Isle de Skye) es un castillo de Macdonald en ruinas localizado en la Isla de Skye.
- Duntulm Castle: Castillo en ruinas, localizado en Skye.
- Aros Castle, en ruinas, situado en la Isla de Mull.
- Claig Castle, en ruinas, en la Isla de Jura.
- Kildonan Castle en la Isla de Arran.
- Ardtornish Castle en la península Morvern.
- Dunaverty Castle, en la costa de Kintyre, conocido como Blood Rock debido al incidente conocido como Masacre de Dunaverty.

### Castillos de ramas del clan Donald
- Castillo Tioram, Loch Moidart, Lochaber era la sede del Clan Macdonald de Clanranald.[41]
- Borve Castillo, Benbecula era otro castillo de los MacDonald de Clanranald.
- Ormiclate Castle, también de los Macdonalds de Clanranald.[43]
- Invergarry Castle, construido en Rock of the Raven, sede del Clan MacDonnell de Glengarry.[44]
- Strome Castle a orillas de Loch Carron, un castillo anterior de los MacDonnells de Glengarry.
- Dunluce Castle, en Irlanda sede del Clan MacDonnell de Antrim, Condes de Antrim.
- Glenarm Castle, otro castillo de los MacDonnells de Antrim.
- Dunyvaig Castle en la Isla de Islay, sede de los Clan MacDonald de Dunnyveg.
- Dunscaith Castle (Dun Sgathaich) en Skye, sede del Clan MacDonald de Sleat.
- Keppoch Castle, cerca de Spean Bridge en Lochaber, sede de los asientos del Clan MacDonald de Keppoch hasta que pasó a los Mackintoshes en 1690.
- Mingary Castle en Kilchoan, Lochaber sede del Clan MacDonald de Ardnamurchan.[45]
- Largie Castle, Rhunahaorine sede del Clan MacDonald de Largie.

## Tartan
| Tartan image | Notes                                                                                        |
| ------------ | -------------------------------------------------------------------------------------------- |
|              | MacDonald de las Islas (MakDonnald of ye Ylis) tartan, según el Vestiarium Scoticum en 1842. |